# Dolores Duran
Adiléia Silva da Rocha (Río de Janeiro, 7 de junio de 1930-24 de octubre de 1959), conocida como Dolores Duran,  fue una cantante, y compositora brasileña.

## Biografía
Nació en una villa de la calle Propósito, en el centro de Río de Janeiro, donde vivió por algunos años. Tuvo una infancia pobre, y nunca conoció a su padre. Se mudó a una casa de vecinos en el barrio de La Piedad, suburbio carioca, con la madre, el padrasto y sus medias hermanas Denise, Solange y Leila. Desde niña le gustaba cantar, y soñaba con ser una cantante famosa. A los ocho años de edad contrajo una fiebre reumática que casi la mata y que le dejó como secuela un soplo cardíaco gravísimo. 
A los doce años, impulsada por sus amigos, decidió, con el permiso de su madre, inscribirse en un concurso de canto, pero temía no desempeñarse bien. Sorprendentemente, cantó tan bien que ganó el primer premio en el programa Calouros em Desfile, de Ary Barroso. Las apariciones en el programa se hicieron frecuentes, y así inició su carrera artística. Para ayudar a su madre con los gastos del hogar, abandonó la escuela y consiguió un trabajo como actriz en la radio Cruzeiro do Sul, en el Tupi, y en programas de teatro, además de cantar en programas de televisión, pero todos estos empleos eran temporales y apenas le dejaban dinero.
Hacia fines de la década de 1940 conoció a una pareja rica e influyente, Lauro y Heloísa Pais de Andrade, que, después de oírla cantar, quisieron ayudarla a impulsar su carrera de cantante y consiguieron que cantara en diversos lugares elegantes y reconocidos, frecuentados por celebridades. Fue Lauro quien le puso el nombre artístico de Dolores Duran, un nombre fino en esa época.
Sin haber estudiado nunca idiomas, aprendió sola a cantar en inglés, francés, italiano, español y hasta en esperanto. Ella Fitzgerald, durante su paso por la ciudad de Río de Janeiro en los años 1950, fue a la boîte Baccarat especialmente para oír a Dolores y se entusiasmó con su interpretación de My Funny Valentine. "La mejor que he oído", declaró Fitzgerald.
Dolores pasó a cantar músicas internacionales en el programa Pescando Estrelas, donde había cantantes jóvenes y conceptuadas. Allí conoció a Julie Joy, la cantante de radio Guanabara y de la famosa radio Nacional, quien se convirtió en su mejor amiga.
El álbum debut fue en 1952 con Músicas para o Carnaval, en el que grabó dos sambas para el Carnaval del año siguiente: Que bom será (de Alice Chaves, Salvador Miceli, y Paulo Márquez) y Já não interessa (de Domício Costa y Roberto Faissal). En 1953 grabó Outono (de Billy Blanco) y Lama (de Paulo Márquez y Alice Chaves). Dos años después aparecieron las canciones Canção da volta (de Antônio María y Ismael Neto), Bom querer bem (de Fernando Lobo), Praça Mauá (de Billy Blanco) y Carioca (de Antônio María e Ismael Neto).
En 1956 fue un éxito la canción Filha de Chico Brito, compuesta por Chico Anysio. En 1957, un joven compositor le presentó una composición suya y de Vinícius de Moraes. Se trataba de Antônio Carlos Jobim al inicio de la carrera. Al cabo de pocos minutos, Dolores tomó un lápiz y escribió la letra de la canción "Por causa de você". Vinícius quedó tan encantado con esa letra que gentilmente le cedió los derechos de la canción a Dolores.  A partir de ahí se puso de manifiesto su talento para la composición y creó grandes éxitos, como Estrada do sol, Ideias erradas, Minha toada, y A noite do meu bem, entre otros.
Cantó en Uruguay, Unión Soviética y China acompañada por músicos brasileños. Pero, a raíz de su desacuerdo con el grupo, Dolores llevó a cabo su sueño de ir a París, adonde viajó sola desde China. De vuelta al Brasil, adoptó a una recién nacida, una negrita huérfana a quien anotó con el nombre de María Fernanda da Rocha Macedo. Macedo Neto, ya separado de Dolores, aceptó darle su apellido, pero la niña no tuvo ninguna relación con él. La madre biológica de María Fernanda era viuda y había fallecido tras el parto. A partir de entonces, durante los últimos dos años de su vida, Dolores escribió algunas de las canciones más destacadas de la MPB, como Castigo y Olha o tempo passando, entre tantas otras.
En la madrugada del 23 de octubre de 1959, después de un show en el club Little Club, la cantante asistió con su último novio, Nonato Pinheiro, y unos amigos a una fiesta en el refinado Clube da Aeronáutica. Acabada la fiesta fueron al Kit Club a beber y escuchar canciones. Dolores llegó a casa a las siete de la mañana del día 24. Besó mucho a su hija, que ya tenía tres años, y jugó con ella en la bañera, para luego dejarla al cuidado de su empleada Rita. "No me despiertes -le dijo-. Estoy tan cansada que dormiré hasta la muerte", agregó en tono de broma. Mientras dormía sufrió un infarto fulminante que, en ese momento, se atribuyó a una sobredosis de barbitúricos, cigarrillos y alcohol. Se encuentra sepultada en el Cementerio de Caju, en Río de Janeiro.
Su prematura muerte a los 29 años interrumpió una trayectoria vivida intensamente. Su amiga Marisa Gata Mansa se llevó los últimos versos de Dolores para musicalizarlos. Carlos Lyra hizo lo mismo con versos inéditos. Y su exmarido crio a la hijastra de ambos.

## Discografía
- Dolores Duran Viaja (1955)
- Dolores Duran Canta Para Você Dançar (1957)
- Dolores Duran Canta Para Você Dançar N.º 2 (1958)
- Êsse Norte É Minha Sorte (1959)
- Dolores Duran-Reconstrução em 16 Canais (1979)

## Samba-canción
Dolores Duran fue una gran exponente, como cantora y compositora, del género samba-canción, surgido en la década de 1930. Además de ella, en ese género se destacaron Maysa Matarazzo, Nora Ney, Dalva de Oliveira y Ângela María.
El género samba-canción puede compararse al bolero por la exaltación del amor romántico y por el sufrimiento que expresa por un amor fracasado. Este género antecedió al movimiento de la bossa nova, surgida a finales de la década de 1950, el cual es una amalgama del jazz estadounidense y el samba de Río de Janeiro, y supuso una mayor levedad en las melodías e interpretaciones, que sustituirían al drama personal y las melodías melancólicas de la samba-canción.